# Funzione misurabile
In analisi matematica, una funzione misurabile è una funzione tra due spazi misurabili compatibile con la loro struttura di σ-algebra.
La richiesta di misurabilità di una funzione è in genere un'ipotesi di regolarità minima, ed è molto spesso richiesta per l'applicazione dei teoremi e dei metodi dell'analisi matematica e della teoria della misura.

## Definizione
Siano {\displaystyle (X,{\mathfrak {F}})} e {\displaystyle (Y,{\mathfrak {G}})} due spazi misurabili. Una funzione {\displaystyle f\colon X\to Y} viene detta misurabile o {\displaystyle ({\mathfrak {F}},{\mathfrak {G}})}-misurabile se {\displaystyle f^{-1}(V)\in {\mathfrak {F}}} per ogni {\displaystyle V\in {\mathfrak {G}},} cioè se per ogni insieme misurabile {\displaystyle V} di {\displaystyle Y} la controimmagine {\displaystyle f^{-1}(V)} è un insieme misurabile di {\displaystyle X.}
Utilizzando il linguaggio della teoria delle categorie è possibile definire più concisamente una funzione misurabile come un morfismo di spazi misurabili.

## Continuità delle funzioni misurabili
Premesso che esistono spazi misurabili che non provengono da spazi topologici, ad esempio gli spazi di probabilità di cardinalità finita, ne consegue che non tutte le funzioni misurabili sono continue. I principali teoremi che definiscono le relazioni fra funzioni misurabili e funzioni continue sono il teorema di Lusin e il teorema di Vitali. Il primo afferma che ogni funzione misurabile è approssimabile da una funzione continua con un errore piccolo a piacere; il secondo ha come conseguenza che esistono sottoinsiemi di {\displaystyle \mathbb {R} } che non sono misurabili secondo Lebesgue, assumendo l'assioma della scelta.
Si assume nel seguito che {\displaystyle X} è uno spazio di Hausdorff localmente compatto e che {\displaystyle \mu } è la misura definita nel teorema di rappresentazione di Riesz, ad esempio la misura di Lebesgue.

### Teorema di Lusin
Sia {\displaystyle f} una funzione misurabile a valori complessi su {\displaystyle X} e sia {\displaystyle A} un insieme tale che {\displaystyle \mu (A)<\infty } e {\displaystyle f(x)=0} se {\displaystyle x} non appartiene ad {\displaystyle A}. Sia {\displaystyle \varepsilon >0}. Allora esiste una funzione {\displaystyle g\in C_{c}(X)} tale che:
{\displaystyle \mu (\{x:f(x)\neq g(x)\})<\varepsilon .}
Inoltre è possibile scrivere:
{\displaystyle \sup _{x\in X}|g(x)|\leq \sup _{x\in X}|f(x)|.}

### Teorema di Vitali
Sia {\displaystyle f\in L^{1}(\mu )} a valori reali e sia {\displaystyle \varepsilon >0}. Allora esistono due funzioni {\displaystyle u} e {\displaystyle v} su {\displaystyle X} tali che {\displaystyle u\leq f\leq v}, e tali che {\displaystyle u} è inferiormente limitata e semicontinua, {\displaystyle v} è superiormente limitata e semicontinua, e vale inoltre la relazione:
{\displaystyle \int _{X}(v-u)d\mu <\varepsilon .}

## Proprietà
- Siano {\displaystyle (X,{\mathfrak {F}})} e {\displaystyle (Y,{\mathfrak {G}})} due spazi boreliani, cioè {\displaystyle X} e {\displaystyle Y} hanno una topologia, con {\displaystyle {\mathfrak {F}}} e {\displaystyle {\mathfrak {G}}} le σ-algebre generate dalle relative topologie. Allora ogni funzione continua da {\displaystyle X} a {\displaystyle Y} è misurabile.
- Siano {\displaystyle (X,{\mathfrak {F}})} e {\displaystyle (Y,{\mathfrak {G}})} due spazi boreliani. I limiti puntuali di funzioni misurabili sono funzioni misurabili. Vale a dire, sia {\displaystyle \{f_{n}\}_{n\in \mathbb {N} }} una successione di funzioni misurabili {\displaystyle f_{n}:X\mapsto Y} (più in generale, si può effettuare la medesima costruzione per una rete), e si supponga che le {\displaystyle f_{n}} convergano puntualmente a {\displaystyle f}, cioè che per ogni {\displaystyle x\in X} esista:

{\displaystyle \lim _{n\to \infty }f_{n}(x)=:f(x)}
Allora {\displaystyle f} è una funzione misurabile.
- Siano {\displaystyle (X,{\mathfrak {F}})}, {\displaystyle (Y,{\mathfrak {G}})}, {\displaystyle (Z,{\mathfrak {H}})} degli spazi misurabili, e si supponga che {\displaystyle {\mathfrak {F}}} e {\displaystyle {\mathfrak {G}}} contengano tutti i singoletti,[3] cioè tutti gli insiemi costituiti da un solo elemento. Sia {\displaystyle (X\times Y,{\mathfrak {F}}\times {\mathfrak {G}})} lo spazio misurabile prodotto di {\displaystyle (X,{\mathfrak {F}})} per {\displaystyle (Y,{\mathfrak {G}})}. Se {\displaystyle f:X\times Y\mapsto Z} è una funzione {\displaystyle ({\mathfrak {F}}\times {\mathfrak {G}},{\mathfrak {H}})}-misurabile, allora per ogni fissato {\displaystyle x\in X} la funzione {\displaystyle f_{(x)}}, talvolta detta sezione di {\displaystyle f} lungo {\displaystyle x} e data da:

{\displaystyle f_{(x)}:Y\mapsto Z}
{\displaystyle f_{(x)}(y):=f(x,y)}
è {\displaystyle ({\mathfrak {G}},{\mathfrak {H}})}-misurabile.

## Applicazioni
- La nozione di funzione misurabile è stata introdotta principalmente con lo scopo di formalizzare la teoria dell'integrazione. Per poter definire l'integrale di una funzione è necessario che essa abbia delle proprietà di regolarità, tra cui, appunto, la misurabilità. Dato uno spazio di misura {\displaystyle (X,{\mathfrak {F}},\mu )}, per definire l'integrale rispetto a {\displaystyle \mu } di una funzione a valori reali dovremmo richiedere che tale funzione sia {\displaystyle ({\mathfrak {F}},{\mathfrak {B}})}-misurabile (qui {\displaystyle {\mathfrak {B}}} è la σ-algebra di Borel dei numeri reali).[4]
- Le funzioni misurabili giocano un ruolo fondamentale nella teoria dei sistemi dinamici. In questo ambito, esse sono anche definite osservabili del sistema, poiché nella formalizzazione matematica di un fenomeno fisico tramite un sistema dinamico, le funzioni misurabili rappresentano proprio le quantità che possiamo effettivamente "osservare e misurare".
- In teoria della probabilità, un processo stocastico è una funzione misurabile da uno spazio di probabilità a valori in un opportuno insieme, generalmente uno spazio funzionale. Nonostante vi siano in matematica diverse definizioni non-equivalenti di processo stocastico, la misurabilità è sempre la richiesta fondamentale perché una funzione su di uno spazio di probabilità sia detta "processo stocastico".
- Lo studio di funzioni misurabili su spazi misurabili prodotto è importante in diversi settori della matematica come, ad esempio, nei risultati riguardanti gli integrali multipli, la teoria della probabilità, le variabili aleatorie indipendenti o i processi stocastici in generale.

## Esempi
- L'identità è una funzione misurabile su un qualsiasi spazio misurabile. Più in generale, essa è misurabile da {\displaystyle (X,{\mathfrak {F}})} a {\displaystyle (X,{\mathfrak {G}})} se e solo se {\displaystyle {\mathfrak {G}}\subset {\mathfrak {F}}}.
- Nelle questioni riguardanti la misurabilità di funzioni a valori reali, in genere i numeri reali si considerano implicitamente equipaggiati con la loro σ-algebra di Borel {\displaystyle {\mathfrak {B}}}. Ad esempio, dato uno spazio misurabile {\displaystyle (X,{\mathfrak {F}})}, una funzione {\displaystyle f:X\mapsto \mathbb {R} } si dirà misurabile se essa è - con la notazione introdotta sopra - {\displaystyle ({\mathfrak {F}},{\mathfrak {B}})}-misurabile. Si noti che in questo caso, affinché sia garantita la misurabilità di una funzione a valori reali, è sufficiente che accada {\displaystyle f^{-1}{\big (}(a,b){\big )}\in {\mathfrak {F}}} per ogni intervallo reale {\displaystyle (a,b)}.
- Se {\displaystyle (X,{\mathfrak {F}})} e {\displaystyle (\Psi ,{\mathfrak {G}})} sono due spazi boreliani, allora ogni funzione continua è misurabile.[5]
- Se {\displaystyle E\subset X} è un insieme misurabile, allora la funzione indicatrice (misura deltiforme) o funzione caratteristica di {\displaystyle E}, denotata con {\displaystyle \chi _{E}} e definita da:

{\displaystyle \chi _{E}(x):={\begin{cases}1\quad {\mbox{se }}x\in E\\0\quad {\mbox{se }}x\not \in E\end{cases}}}
è misurabile (rispetto alla σ-algebra di Borel sui numeri reali). Tale semplice osservazione si utilizza, ad esempio, in una possibile definizione di integrale (dapprima esso si definisce per funzioni caratteristiche, quindi si necessita della loro misurabilità).